# Myrcza (obwód zakarpacki)
Myrcza (ukr. Мирча) – wieś na Ukrainie, w obwodzie zakarpackim, w rejonie użhorodzkim, w hromadzie Dubrynyczi-Małyj Bereznyj. W 2001 liczyła 686 mieszkańców, wśród których 684 wskazało jako ojczysty język ukraiński, 1 rosyjski, a 1 słowacki.
Znajduje się tu przystanek kolejowy Myrcza, położony na linii Sambor – Czop.

## Urodzeni
- Julijan Rewaj